# Хайбар
Хайбар — оазис в Саудовской Аравии, расположен севернее Медины.
В VI — начале VII века в Хайбаре проживали иудеи. Они занимались выращиванием фруктов и зерна, разведением скота, прядением, ткачеством и портняжным делом. Товары из Хайбара продавались как в ближайшие поселения, так и в Сирию и Ирак.
В Хайбаре было три отдельных поселения: Аль-Натат, Аш-Шикк и Аль-Катиба. Каждое из них состояло из ряда домов, складов, конюшен и других помещений, окружённых крепостной стеной. Вокруг поселений находились поля и пальмовые рощи.
Изгнанные Мухаммадом из Медины евреи укрылись в Хайбаре. Они стремились объединить окрестные племена против Мухаммада и представляли для него более существенную опасность нежели курайшиты. По мнению авторов «Энциклопедии ислама», евреи были ответственны за осаду Медины в 627 году.
В 628 году войска под командованием Мухаммада вторглись в Хайбар. Мухаммад конфисковал все земли, которые принадлежали этим племенам. Его преемник, халиф Умар ибн аль-Хаттаб в начале 640-х годов приказал всем евреям покинуть центральные и северные области Аравийского полуострова, включая Хайбар. Запрет евреям проживать в этой области сохраняется по настоящее время.
Как считают авторы Краткой еврейской энциклопедии, выходцы из Хайбара поселились в Иорданской долине и на севере Самарии. Члены некоторых арабских кланов Израиля считают себя потомками хайбарских евреев.